# 女子シックス・ネイションズ
女子シックス・ネイションズ・チャンピオンシップ（じょしシックス・ネイションズ・チャンピオンシップ、Women's Six Nations Championship、女子6カ国対抗）は、ヨーロッパの6か国が参加するラグビーユニオンの国際女子ラグビー大会。参加国は男子のシックス・ネイションズと同じ。冠スポンサー名をつけてGuinness Women's Six Nationsともいう。男子大会の後、3月から4月にかけて開催される。

## 概要
1996年、イングランド、スコットランド、アイルランド、ウェールズの4か国参加により「女子ホーム・ネイションズ（Women's Home Nations）」として始まった。
1999年にフランスが加わり5か国となり「女子ファイブ・ネイションズ（Women's Five Nations）」になった。翌年から2シーズンにわたり、アイルランドに代わってスペインが出場した。
2002年、アイルランドが復帰したことで、イングランド・アイルランド・スコットランド・ウェールズ・フランス・スペインによる「女子シックス・ネイションズ」となった。
2007年から、スペインに代わって、イタリアの参加がシックス・ネイションズ委員会で決定した。
2020年は新型コロナウイルス感染症の世界的流行の影響で3試合を残し、大会を終了した。2021年では総当たり戦を実施せず、3チームずつの2プールに分けて開催し（各チーム2試合実施）、異なるプールの同じ順位で最終戦を争った。
2023年大会の順位は、この年から新設されるWXVの3つのティア分けの基準となった。
2024年からギネスがタイトルパートナーとなり、「ギネス・女子シックス・ネイションズ（GUINNESS Women's Six Nations）」と冠名がつく。男子大会は2019年から。

## 賞・トロフィー

### 優勝
総当たり戦（1チームあたり5試合、大会としては15試合）により勝ち点で順位を決める。優勝チームにはThomas Lyte社のデザイン・制作によるトロフィーが授与される。

### グランドスラムとトリプルクラウン
全勝優勝のグランドスラム、ホーム・ネイションズ（イングランド、スコットランド、アイルランド、ウェールズ）4国の中での全勝（3勝）をトリプルクラウン（Triple Crown）と呼ぶ。試合が同点の場合は引き分けとなり、勝利に含めない。
グランドスラムとトリプルクラウンにはトロフィーなどの授与・表彰は無く、その栄誉をたたえられるだけである。

### ウドゥン・スプーン
最下位チーム、および 最下位チーム賞を、ウドゥン・スプーン（Wooden Spoon、木のスプーン）という。イギリスの言い伝え「貧乏な家の子供は木のスプーンをくわえて生まれてくる」にちなむ。この不名誉な称号で呼ばれるだけで、実際に木のスプーンやトロフィー類を授与されるわけではない。

## 結果

### 受賞回数（全期間）
2024年大会までの集計。
|                    | イングランド | スコットランド | ウェールズ | アイルランド | フランス | イタリア | スペイン |
| ------------------ | ------------ | -------------- | ---------- | ------------ | -------- | -------- | -------- |
| 出場回数           | 29           | 29             | 29         | 27           | 26       | 18       | 7        |
| 優勝回数           | 20           | 1              | 0          | 2            | 6        | 0        | 0        |
| グランドスラム     | 18           | 1              | 0          | 1            | 5        | 0        | 0        |
| トリプルクラウン   | 24           | 1              | 1          | 2            | —        | —        | —        |
| ウドゥン・スプーン | 0            | 9              | 8          | 6            | 0        | 3        | 2        |

### ホーム・ネイションズ (1996 – 1998)
| 大会 | 優勝           | グランドスラム | トリプルクラウン | ウドゥン・スプーン |
| ---- | -------------- | -------------- | ---------------- | ------------------ |
| 1996 | イングランド   | イングランド   | イングランド     | ウェールズ         |
| 1997 | イングランド   | イングランド   | イングランド     | アイルランド       |
| 1998 | スコットランド | スコットランド | スコットランド   | アイルランド       |

### ファイブ・ネイションズ (1999 – 2001)
| 大会 | 優勝         | グランドスラム | トリプルクラウン | ウドゥン・スプーン |
| ---- | ------------ | -------------- | ---------------- | ------------------ |
| 1999 | イングランド | イングランド   | イングランド     | アイルランド       |
| 2000 | イングランド | イングランド   | イングランド     | ウェールズ         |
| 2001 | イングランド | イングランド   | イングランド     | ウェールズ         |

### シックス・ネイションズ (2002 – 現在)
2020年は新型コロナウイルス感染症の世界的流行の影響で、3試合を残し大会が終了したため、ウドゥン・スプーンは無し。2021年は各チーム2試合のみ実施となる小規模開催のため、グランドスラムとトリプルクラウンは設定されなかった。
| 大会 | 優勝         | グランドスラム | トリプルクラウン | ウドゥン・スプーン | 備考         |
| ---- | ------------ | -------------- | ---------------- | ------------------ | ------------ |
| 2002 | フランス     | フランス       | イングランド     | アイルランド       |              |
| 2003 | イングランド | イングランド   | イングランド     | スペイン           |              |
| 2004 | フランス     | フランス       | イングランド     | アイルランド       |              |
| 2005 | フランス     | フランス       | イングランド     | ウェールズ         |              |
| 2006 | イングランド | イングランド   | イングランド     | スペイン           |              |
| 2007 | イングランド | イングランド   | イングランド     | イタリア           |              |
| 2008 | イングランド | イングランド   | イングランド     | スコットランド     |              |
| 2009 | イングランド | なし           | ウェールズ       | イタリア           |              |
| 2010 | イングランド | イングランド   | イングランド     | ウェールズ         |              |
| 2011 | イングランド | イングランド   | イングランド     | スコットランド     |              |
| 2012 | イングランド | イングランド   | イングランド     | スコットランド     |              |
| 2013 | アイルランド | アイルランド   | アイルランド     | スコットランド     |              |
| 2014 | フランス     | フランス       | イングランド     | スコットランド     |              |
| 2015 | アイルランド | なし           | アイルランド     | スコットランド     |              |
| 2016 | フランス     | なし           | イングランド     | スコットランド     |              |
| 2017 | イングランド | イングランド   | イングランド     | イタリア           |              |
| 2018 | フランス     | フランス       | イングランド     | ウェールズ         | [ 11 ]       |
| 2019 | イングランド | イングランド   | イングランド     | スコットランド     | [ 12 ]       |
| 2020 | イングランド | イングランド   | イングランド     | なし               | [ 13 ] [ 3 ] |
| 2021 | イングランド | 争われず       | 争われず         | ウェールズ         | [ 5 ] [ 4 ]  |
| 2022 | イングランド | イングランド   | イングランド     | スコットランド     | [ 14 ]       |
| 2023 | イングランド | イングランド   | イングランド     | アイルランド       | [ 15 ]       |
| 2024 | イングランド | イングランド   | イングランド     | ウェールズ         | [ 16 ]       |
| 2025 | イングランド | イングランド   | イングランド     | ウェールズ         | [ 17 ]       |
| 大会 | 優勝         | グランドスラム | トリプルクラウン | ウドゥン・スプーン | 備考         |

## 外部サイト
- GUINNESS Women’sSix Nations - 大会公式WEBサイト
- 女子シックスネイションズチャンピオンシップ - ワールドラグビー